# Kamp van Beverlo

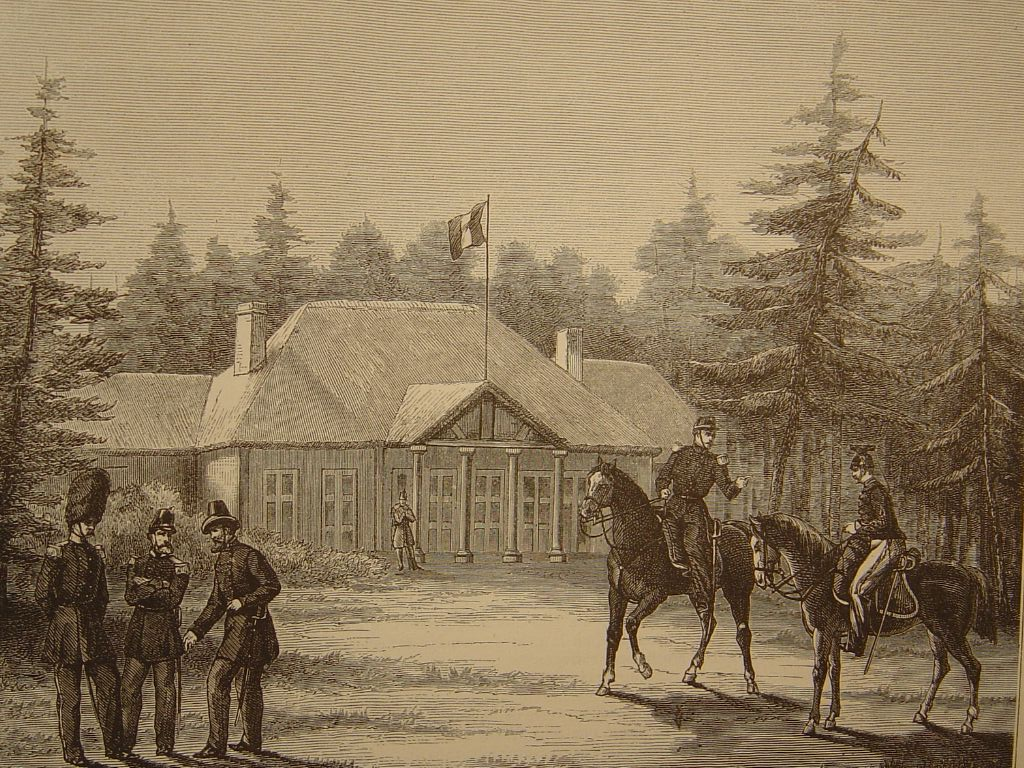
Das Kamp van Beverlo 1872

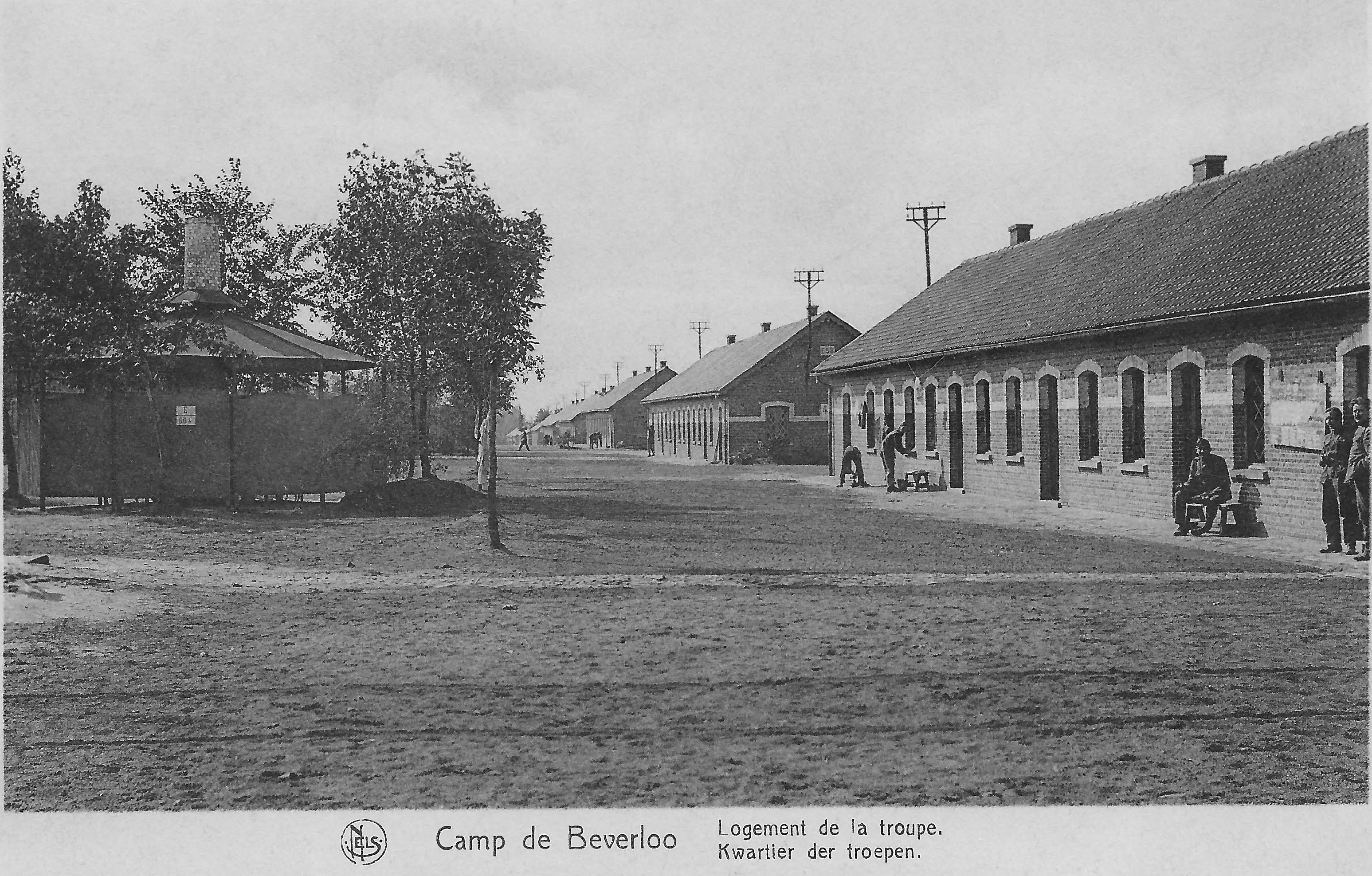
Baracken des Kamp van Beverlo vor dem Zweiten Weltkrieg

Das Kamp van Beverlo (französisch Camp de Beverloo) war ein Truppenübungsplatz in der belgischen Stadt Leopoldsburg.

## Geschichte
Als sich Belgien während der Belgischen Revolution von den Niederlanden abspaltete wurde 1835 mit der Einrichtung des Truppenübungsplatzes begonnen. Bereits im August desselben Jahres kamen die ersten 20.000 Soldaten zum Üben. Im November 1837 wurde das Camp durch einen Hurrikan weitgehend zerstört. Anschließend wurden neun Kasernen errichtet. Nachdem durch die Londoner Konferenz Frieden mit den Niederlanden geschlossen worden war, wurde 1845 beschlossen das Camp dauerhaft zu unterhalten. Infolgedessen wurde 1850 Leopoldsburg als Wohnort für die arbeitenden Zivilisten des Militärlager errichtet. 1879 ging schließlich die Feldbahn im Kamp van Beverlo mit einer Länge von 115 km in Betrieb. Während des Ersten Weltkriegs besetzten deutsche Truppen das Lager und modernisierten es weiter. Im Oktober 1917 war das Original-Genesungs-Bataillon Beverloo hier stationiert.
Nach dem Krieg ging das Kamp van Beverlo wieder in den Besitz der Belgier. Im Rahmen der Olympischen Sommerspiele 1920 im circa 70 Kilometer entfernten Antwerpen fanden im Kamp van Beverlo 16 Wettkämpfe im Schießen statt.
Am 10. Mai 1940 bombardierte die deutsche Luftwaffe das Militärlager und nahm es erneut ein. Im Mai 1944 kam es erneut zu Luftangriffen, dieses Mal durch die Alliierten. Der Wiederaufbau des Camp erfolgte zwischen 1947 und 1953. 1976 kamen schließlich die letzten Einheiten in auf den Truppenübungsplatz. Heute erinnert ein Museum im alten Krankenhausgebäude des Kamp van Beverlo an dessen Geschichte.